# Barão do Triunfo
Barão do Triunfo is een gemeente in de Braziliaanse deelstaat Rio Grande do Sul. De gemeente telt 7.246 inwoners (schatting 2009).

## Aangrenzende gemeenten
De gemeente grenst aan Arroio dos Ratos, Cerro Grande do Sul, Mariana Pimentel, São Jerônimo en Sertão Santana.

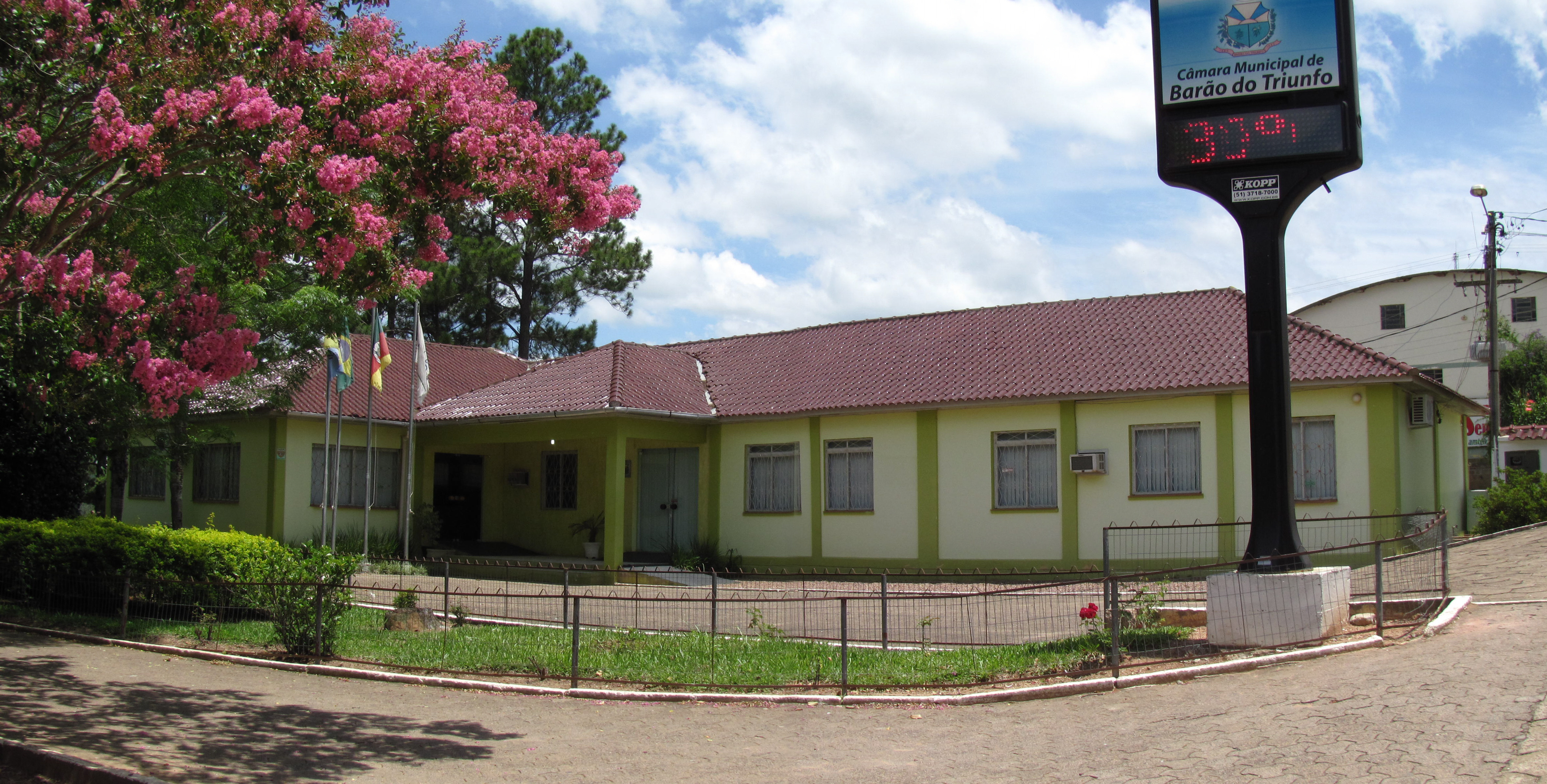
Raadhuis van Barão do Triunfo